# Alexej Maršalov
Alexej Maršalov (rusky Алексей Маршалов; * 1994 Malaja Višera) je ruský horolezec a reprezentant v ledolezení, bronzový medailista z mistrovství světa a Evropy.

## Závodní výsledky
| Mistrovství světa | Mistrovství světa |
| Rok               | 2019              |
| ----------------- | ----------------- |
| Obtížnost         | 3                 |

| Světový pohár v ledolezení | Světový pohár v ledolezení | Světový pohár v ledolezení | Světový pohár v ledolezení | Světový pohár v ledolezení | Světový pohár v ledolezení |
| Rok                        | 2015                       | 2016                       | 2017                       | 2018                       | 2019                       |
| -------------------------- | -------------------------- | -------------------------- | -------------------------- | -------------------------- | -------------------------- |
| Obtížnost                  | 44                         | 15                         | 18                         | 8                          | 17                         |
| jednotlivě*                | -,-,-,-,-,14               | -,25-26,7,10-14            | -,9,14,-,16                | 5,8,-,12,5                 | -,-,9-10,16,6,-            |

* poznámka: napravo jsou poslední závody v roce
| Mistrovství Evropy v ledolezení | Mistrovství Evropy v ledolezení | Mistrovství Evropy v ledolezení |
| Rok                             | 2016                            | 2018                            |
| ------------------------------- | ------------------------------- | ------------------------------- |
| Obtížnost                       | 8-10                            | 3                               |

| Mistrovství světa juniorů | Mistrovství světa juniorů |
| Rok                       | 2015 U22                  |
| ------------------------- | ------------------------- |
| Obtížnost                 | 4-5                       |